# 1097 (عدد)
ألف وسبعة وتسعون 1097 هو عدد صحيح، يلي العدد 1096 وويسبق العدد 1098.

## في الرياضيات

### خصائص
- عدد طبيعي.[3]
- عدد فردي.[4][5]
- عدد موجب،[6] السالب منه هو -1097.[7]

## في التاريخ
- 1097 هـ هي سنة في التقويم الهجري.
- هي سنة 1097 م في التقويم الميلادي.

## وصلات خارجية
الأعداد الصاتمة، ديوان اللغة العربية.